# Филмски центар Сарајево
Филмски центар Сарајево представља јавно предузеће чија је мисија очување традиције и наслеђа кинематографије.
Оснивачи предузећа су Скупштина и Влада ФБиХ.

## Историјат
Филмски центар Сарајево је јавно предузеће основано 2009. године као правни наследник великих некадашњих филмских студија тј. продукцијских кућа са простора некадашње бивше СР БиХ : Босна филм, Сутјеска филм и Студио филм.
ФЦС у свом власништву има колекцију од 89 дугометражних играних филмова и преко 500 документарних и краткометражних филмова.
У архиву ФЦС се налазе филмови које су у бившој Југославији продуцирала државна филмска предузећа Босна филм, Сутјеска филм, Студио филм а и филмови из каталога предузећа ФРЗ Босна - Босна филм дд коју је 1983 основао Бакир Тановић a чији филмови су им такође поверени на чување.
Неки од  филмова из каталога ФЦС су најзначајнији за кинематографију постигавши у том времену изузетан успех на међународним филмским фестивалима.
Стратешки циљеви Филмског центра су:
- чување и брига као правни следбеник некадашњих филмских кућа Босна филм, Сутјеска филм и Студио филм о највећем броју филмских садржаја тј. негатив копија филмова (документарних и играних) проиведених у периоду 1945-1992
- рад на унапређењу филмске индустрије (продукција, дистрибуција, развој филмске културе) аудиовизуелног сектора на подручју БиХ
- рад на унапређењу државне регулативе у циљу развоја филмске индустрије и усклађивање са позитивним европским праксама у овој области
- промоција бх филма у БиХ, регији, иностранству

Филмски центар Сарајево покренут је са циљем тј. мисијом чувања традиције и баштине кинематографије али и развоја филмске индустрије и аудиовизуелног сектора у БиХ.
У плану Филмског центра Сарајево су дигитализација архивског наслеђа, изградња филмског комплекса у околини Сарајева, и израда закона о кинематографији.